# Simmatjärnen (Ljusdals socken, Hälsingland, 686180-152192)
Simmatjärnen är en sjö i Ljusdals kommun i Hälsingland och ingår i Delångersåns huvudavrinningsområde.